# Malezja

Region Malezji

Malezja (malajski Malaysia) – państwo w Azji Południowo-Wschodniej, na Półwyspie Malajskim i wyspie Borneo; obszar 330,803 km², ludność 34 564 810 (według stanu na 2024 r.), stolica Kuala Lumpur (ok. 8,419 mln mieszkańców), siedziba rządu w Putrajaya.
Malezja na Półwyspie Malajskim graniczy z Tajlandią i Singapurem, na wyspie Borneo z Brunei i Indonezją.

## Geografia

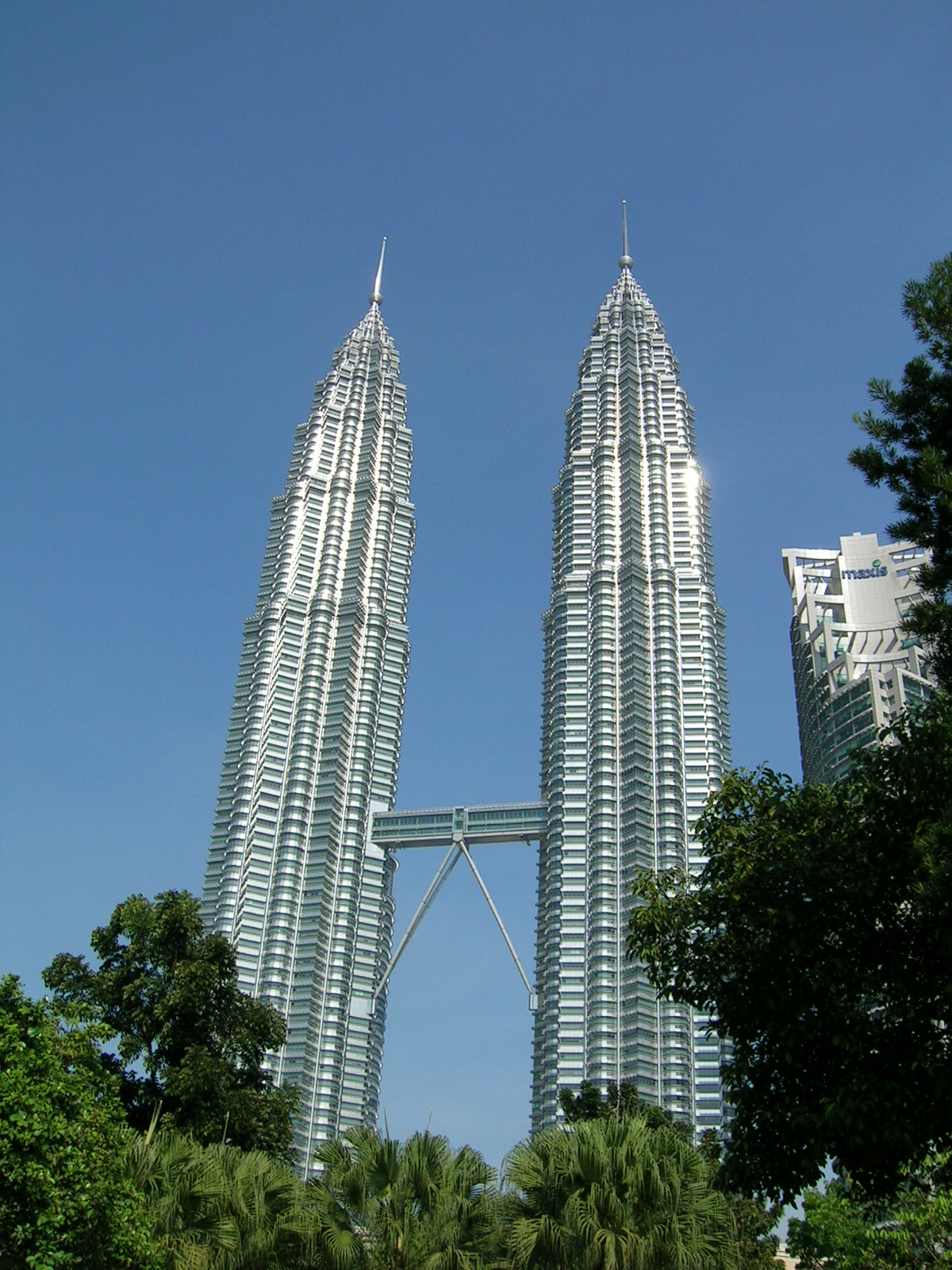
Petronas Towers w Kuala Lumpur. Najwyższe bliźniacze wieże na świecie.

Państwo obejmuje dwa terytoria oddzielone Morzem Południowochińskim, południową część Półwyspu Malajskiego oraz
północną część wyspy Borneo. Ukształtowanie terenu jest podobne w obu częściach – nadmorskie równiny przechodzą w gęsto zalesione zbocza gór. Najwyższym szczytem Malezji jest Kinabalu, 4101 m n.p.m., położony na Borneo.
Malezja znajduje się w strefie klimatu równikowego. Nawiedzają ją południowo-zachodnie (od kwietnia do października) oraz intensywniejsze, północno-zachodnie monsuny (od października do lutego).

## Historia
W 1511 Malakkę podbili Portugalczycy, zakładając tam kolonię. Synowie ostatniego sułtana Malakki założyli Sułtanat Perak i Sułtanat Johor. Rozpoczęła się rywalizacja między Portugalczykami oraz Sułtanatem Aceh i sułtanem Johoru o kontrolę nad cieśniną Malakka. Konflikt ten trwał do 1641 r., kiedy Holandia wraz z sułtanem Johoru przejęła kontrolę nad cieśniną. W 1786 roku Kompania Wschodnioindyjska otrzymała od sułtana Kedahu wyspę Penang.
W drugiej połowie XIX wieku wiele państewek malezyjskich prosiło o pomoc Wielką Brytanię w celu rozwiązania konfliktów wewnętrznych. Do początku XX w. stany Pahang, Selangor, Perak i Negeri Sembilan utworzyły Sfederalizowane Stany Malezji. Chociaż formalnie były suwerenne, to faktyczną władzę sprawowali brytyjscy rezydenci, mianowani jako doradcy miejscowych władców. Pozostałe stany: Johor, Kedah, Kelantan, Perlis i Terengganu utworzyły Niesfederalizowane Stany Malezji. Mimo że przyjęły one brytyjskich rezydentów, to nie podlegały bezpośrednio Londynowi. Stany Sabah i Sarawak były z kolei częścią Brytyjskiego Borneo Północnego. Brytyjczycy przejęli jednak kontrolę nad gospodarką i nałożyli podatki na towary eksportowe, tj. cynę i kauczuk, będące podstawą gospodarki Malajów. Doprowadziło to do znacznego wzrostu ubóstwa mieszkańców kraju. Napięcia gospodarcze doprowadziły do konfliktów etnicznych między Malajczykami a Chińczykami, którzy przez tych pierwszych uważani byli za intruzów bogacących się na kryzysie.
W styczniu 1942 roku wojska japońskie zaatakowały Półwysep Malajski, rozpoczynając bitwę o Malaje. Mimo zaciekłego oporu sił brytyjskich, australijskich i indyjskich armia japońska do końca lutego opanowała półwysep oraz wyspę Borneo. Japończycy traktowali Malajów dość dobrze, przez co część malajskich urzędników i intelektualistów z nimi współpracowała. Większość sułtanów także działała razem z japońskim okupantami, choć później twierdzili, że robili to wbrew własnej woli. Japończycy stali się jednak niepopularni po tym, jak oddali Tajlandii cztery północne stany (Kedah, Perlis, Kelantan i Terengganu).
Niechęć wobec Japończyków wzmocniły brutalne prześladowania Chińczyków oraz coraz większy kryzys gospodarczy. Do tego czasu bowiem Malaje utrzymywały się z eksportu. Były największym eksporterem kauczuku na świecie i jego głównym dostawcą do Stanów Zjednoczonych. Tymczasem Japończycy ograniczyli wywóz towarów do nieznacznej ilości wymaganej do poprawnego działania gospodarki Japonii, co doprowadziło do likwidacji wielu kopalń i plantacji kauczuku. W rezultacie w 1942 roku, w następstwie kryzysu, doszło do klęski głodu. Odpowiedzią na nią było powstanie partyzantki antyjapońskiej. Główną siłę stanowiła Antyjapońska Armią Narodów Malajów, która w późniejszych etapach okupacji japońskiej była potajemnie szkolona i zbrojona przez Brytyjczyków.
W 1945 r. Brytyjczycy ustanowili w Brytyjskich Malajach administrację wojskową, a cztery stany północne zostały zwrócone przez Tajlandię. Część antyjapońskich oddziałów partyzanckich odmówiło złożenia broni i przeszło do podziemia. 1 kwietnia następnego roku utworzono Związek Malajski. Malajowie protestowali, ponieważ nie podobało im się ograniczenie władzy sułtanów ani przyznanie obywatelstwa imigrantom, głównie Chińczykom. 31 stycznia 1948 r. utworzono Federację Malajską, składającą się ze wszystkich stanów malajskich, oprócz Singapuru.
Rządy kolonialne były bezczynne wobec katastrofalnej sytuacji ekonomicznej. Stale narastał problem bezrobocia i niskich płac. Ponadto stale zwiększała się inflacja, która także wpływała na ceny żywności. Kryzys doprowadził do popularyzacji ruchu niepodległościowego i antybrytyjskiego. Na jego czele stała Komunistyczna Partia Malajów. W latach 40. doszło do serii strajków, które zostały rozbite przez Brytyjczyków za pomocą masowych aresztowań i deportacji ich uczestników. Tłumienie strajków doprowadziło do radykalizacji społeczeństwa, a w rezultacie do wybuchu w 1948 roku powstania malajskiego. Liderem powstańców został Chin Peng, który w oparciu o dawne oddziały antyjapońskie utworzył Armię Wyzwolenia Narodowego Malajów. Administracja kolonialna zareagowała licznymi represjami wobec malajskich cywili. Brytyjczycy przeprowadzili masowe przesiedlenia ludności oskarżanej o sprzyjanie partyzantom. Liczba przesiedlonych osób wyniosła około pół miliona osób. Rząd do końca lat 50. poczynił duże postępy w tłumieniu rebelii. 31 sierpnia 1957 r. Federacja Malajska ogłosiła niepodległość od Wielkiej Brytanii, mimo to powstanie nie ustało. Zostało ono stłumione w 1960 roku. Przyczyniły się do tego m.in.: użycie broni chemicznej i brutalne metody stosowane przez wojsko brytyjskie (które, jak wykazano, dokonywało masakr cywilnych mieszkańców), w tym egzekucje na jeńcach czy tortury i okaleczenia partyzantów oraz osób podejrzanych o sprzyjanie im. Symbolem ruchu oporu stała się miejscowość Batang Kali
Na początku lat 60. rząd Malajów rozpoczął proces zjednoczeniowy z pozostałymi krajami regionu. Został on zahamowany antymalezyjską rebelią w Brunei, w wyniku której rząd brunejski wycofał się ze zjednoczeniowych pomysłów. Reakcją na rebelię z Brunei było powstanie w Sarawaku, które jednak nie odniosło większych rezultatów. 16 września 1963 r. przyłączono północne Borneo i zmieniono nazwę kraju na Malezję (początkowo w języku polskim również jako Malajzja). Oba powstania wsparła Indonezja, rządzona przez Sukarno, co doprowadziło do konfrontacji indonezyjsko-malezyjskiej. Do jej zakończenia doszło po 1965 roku. Władzę w Indonezji objął wtedy Suharto, który wsparł Malezję w walce z partyzantami w Sarawaku.
W 1965 r. od Malezji odłączył się Singapur, który stał się suwerennym państwem. W latach 60. Armia Wyzwolenia Narodowego Malajów przeszła reorganizację i zyskała wsparcie ze strony Chin, co w 1968 roku spowodowało wybuch drugiego powstania malajskiego, którego celem było tym razem utworzenie w Malezji państwa socjalistycznego. Rząd Malezji w walce z partyzantami wsparły Wielka Brytania, Nowa Zelandia i Tajlandia. W 1974 roku Chiny wstrzymały swoją pomoc dla powstańców, którzy pozbawieni źródła wsparcia zaczęli ponosić pierwsze poważne porażki. Gdy blok wschodni w Europie upadł, malajscy komuniści zaakceptowali to, że nie mają żadnych szans utworzenia rządu komunistycznego. Zresztą w związku z szybkim rozwojem kraju ideologia ta przestała być atrakcyjna. W rezultacie w 1989 roku partyzanci podpisali z rządem porozumienie pokojowe wypracowane przy pomocy sąsiedniej Tajlandii. Rok później porozumienie o zakończeniu wojny podpisali z rządem separatyści z Sarawaku.

## Ustrój polityczny
Malezja jest federalną monarchią konstytucyjną. Głową państwa jest król (Yang di-Pertuan Agong), wybierany co 5 lat przez Zgromadzenie Władców (władcy i gubernatorzy stanów).
Władza ustawodawcza należy do dwuizbowego parlamentu (Izba Reprezentantów – 222 przedstawicieli) o kadencji 5-letniej i Senat (70 przedstawicieli) o kadencji 3-letniej. Władzę wykonawczą sprawuje rząd, a premiera mianuje król. 
Stany Malezji mają dużą autonomię wewnętrzną, własne konstytucje oraz władze ustawodawcze pochodzące z wyborów powszechnych. Rząd federalny odpowiada za sprawy zagraniczne, obronę, finanse i oświatę. 
Główne siły polityczne: Front Narodowy (Barisan Nasional), będący u władzy nieprzerwanie od 1957, oraz Sojusz Ludowy (Rakyat), koalicja trzech partii opozycyjnych. W wyborach do Izby Reprezentantów 5 maja 2013 koalicja rządząca uzyskała 133 miejsca, a opozycja 89 miejsc, co było najgorszym wynikiem partii rządzącej od odzyskania niepodległości.

## Siły zbrojne
Malezja dysponuje trzema rodzajami sił zbrojnych: wojskami lądowymi, marynarką wojenną oraz siłami powietrznymi. Uzbrojenie sił lądowych Malezji składało się w 2014 z: 74 czołgów, 1318 opancerzonych pojazdów bojowych oraz 20 zestawów artylerii holowanej. Marynarka wojenna Malezji dysponowała w 2014 roku: 39 okrętami obrony przybrzeża, czterema korwetami, czterema okrętami obrony przeciwminowej, dwoma okrętami podwodnymi oraz czterema fregatami.
Wojska malezyjskie w 2014 roku liczyły 110 tys. żołnierzy służby czynnej oraz 296,5 tys. rezerwistów. Według rankingu Global Firepower (2014) malezyjskie siły zbrojne stanowią 38. siłę militarną na świecie, z rocznym budżetem na cele obronne w wysokości 4,7 mld dolarów (USD).

## Gospodarka
PKB na jednego mieszkańca w Malezji wynosi 17 200 USD (2012 r.). Struktura PKB przedstawia się następująco (dane z 2012):
- rolnictwo: 11,4%
- przemysł: 40,2%
- usługi: 48,3%

Główne towary eksportowe kraju to: kauczuk, olej palmowy, wyroby elektroniczne.

### Turystyka
W 2015 roku kraj ten odwiedziło 25,721 mln turystów (6,3% mniej niż w roku poprzednim), generując dla niego przychody na poziomie 17,597 mld dolarów.

## Podział administracyjny
W skład Malezji wchodzi 13 stanów (negeri), w tym 9 monarchii oraz trzy terytoria federalne (wilayah persekutuan):
- Malezja Zachodnia (Półwysep Malajski)
  - Johor (18 986 km²)
  - Kedah (9 426 km²)
  - Kelantan (14 943 km²)
  - Kuala Lumpur – terytorium federalne (243 km²)
  - Malakka (1 650 km²)
  - Negeri Sembilan (6 643 km²)
  - Pahang (35 965 km²)
  - Perak (21 005 km²)
  - Perlis (795 km²)
  - Penang (1 031 km²)
  - Putrajaya – terytorium federalne (46 km²)
  - Selangor (7 956 km²)
  - Terengganu (12 955 km²)
- Malezja Wschodnia
  - Labuan – terytorium federalne (91 km²)
  - Sabah (73 620 km²)
  - Sarawak (124 449 km²)

Dziewięć stanów posiada dziedzicznych władców. Na czele 4 stanów (którymi są: Penang, Malakka, Sabah oraz Sarawak) stoją gubernatorzy (mal. Yang di-Pertuan Negeri). Stany posiadają własne ciała ustawodawcze i rządy na czele z premierem.
Putrajaya jest nową stolicą administracyjną i siedzibą rządu federalnego Malezji. Powstała by odciążyć przeludnione Kuala Lumpur. Gabinet premiera został przeniesiony do Putrajayi w 1999 roku, a cały proces przenosin zakończył się w 2005. Kuala Lumpur nadal pozostaje siedzibą parlamentu oraz komercyjną i finansową stolicą państwa. Inne większe miasta Malezji to George Town, Ipoh oraz Johor Bahru.
- Miasta w Malezji

## Religia
Struktura religijna w 2018 roku, według World Christian Database:
- muzułmanie – 56,2%,
- chrześcijanie – 9,2%:
  - protestanci – 4,62%,  Osobny artykuł: Protestantyzm w Malezji.
  - katolicy – 4,55%,  Osobny artykuł: Podział administracyjny Kościoła katolickiego w Malezji.
  - prawosławni – 0,02%,
- świadkowie Jehowy – 0,02%,  Osobny artykuł: Świadkowie Jehowy w Malezji.
- hinduiści – 6,3%,
- buddyści – 5,3%,
- tradycyjne religie plemienne – 3,4%,
- brak religii – 0,5%,
- bahaiści – 0,23%
- inne religie (taoizm, konfucjanizm, nowe religie i inne) – 18,9%.

## Święta państwowe
| Data                 | Polska nazwa                           | Oryginalna nazwa |
| -------------------- | -------------------------------------- | ---------------- |
| 1 stycznia           | Nowy Rok                               | Hari Tahun Baru  |
| styczeń/luty         | chiński Nowy Rok                       |                  |
| marzec/kwiecień      |                                        | Hari Raya Puasa  |
| 1 maja               | Święto Pracy                           | Hari Buruh       |
| 27 maja              | Dzień Vesak                            |                  |
| 5 czerwca            | urodziny Yang di-Pertuan Agong (króla) |                  |
| lipiec/sierpień      |                                        | Hari Raya Haji   |
| 31 sierpnia          | Święto narodowe                        | Hari Merdeka     |
| październik/listopad |                                        | Deepavali        |
| 17 grudnia           | urodziny Mahometa                      |                  |
| 25 grudnia           | Boże Narodzenie                        |                  |

## Ochrona przyrody
Ochronę przyrody w Malezji rozpoczęto w latach 20. XX w. Jednym z pierwszych chronionych obszarów był rezerwat ptaków Bukit Fraser utworzony w 1922 r. Dzisiaj istnieje przeszło 50 rezerwatów i parków narodowych.
Parki narodowe Malezji:
- Taman Negara
- Endau-Rompin
- Park Narodowy Kinabalu
- Park Narodowy Niah
- Park Narodowy Bako
- Park Narodowy Kenong Rimba
- Park Narodowy Crocker Range
- Park Narodowy Gunung Mulu
- Park Narodowy Similajau
- Park Narodowy Kubah
- Park Narodowy Lambir Hills
- Park Narodowy Gunung Gading
- Park Narodowy Batang Ai
- Park Narodowy Tanjung Datu
- Park Narodowy Loaguan Bunut